# Koppenhága–Fredericia/Taulov-vasútvonal
A Koppenhága–Fredericia/Taulov-vasútvonal a főváros, Koppenhága és a Jütland-félsziget között, a Zélandi és a Füni szigeteken keresztül vezető normál nyomtávolságú villamosított vasútvonal. A vonalat a Banedanmark kezeli, és hossza körülbelül 220 kilométer. A dán vasúthálózat egyik fő ütőereként kétvágányú.
A vonal a Zélandot átszelő vasútvonalból (a Nyugati vonal) és a Funent átszelő fővonalból (a Funeni fővonal) áll, mindkettő a 19. század közepén épült. Eredetileg a két vasútvonalat vasúti kompok kötötték össze, ezt a két vonalat 1997-ben a Nagy-Bælt híddal összekötötték.

## Története
1847. június 26-án nyílt meg a Koppenhágából Roskilde felé vezető vasútvonal, Dánia első vasútvonala, amelyet William Radford brit mérnöki cég a Zélandi Vasúttársaság (Det Sjællandske Jernbaneselskab) számára készített el. A Roskilde és Korsør közötti szakasz 1856-ban készült el.
A Nyborg és Middelfart közötti vasútvonalat 1865. szeptember 8-án adták át. A Peto, Brassey és Betts építette. Middelfartban az utasok felszállhattak a jütlandi Snoghøjba tartó gőzkompra. 1866. november 1-jén a vasútvonalat Middelfarttól Stribig meghosszabbították. Dánia első vasúti kompját 1872-ben vezették be a Strib-Fredericia-vasútútvonalon.